# Эпплби, Мэтти
Мэттью Уилфред Эпплби (англ. Matthew Wilfred Appleby; род. 16 апреля 1972, Мидлсбро) — английский футболист, полузащитник. Выступал за футбольные клубы «Ньюкасл Юнайтед», «Дарлингтон», «Барнсли» и «Олдем Атлетик». Старший брат полузащитника Ричи Эпплби.  

## Клубная карьера
Эпплби родился в Мидлсбро, графство Северный Йоркшир и начал футбольную карьеру в академии клуба «Ньюкасл Юнайтед». 27 октября 1990 года в матче против «Вест Бромвич Альбион» дебютировал в составе «сорок». В феврале 1994 года, Эпплби дебютировал в Премьер-лиге против «Ковентри Сити».
В ноябре 1993 года на правах аренды перешёл в «Дарлингтон», в составе которого провёл 10 матчей. По окончании арендного соглашения, на правах свободного агента стал полноценным игроком клуба. 
Летом 1996 года за 230 тысяч евро перешёл в «Барнсли». 17 августа против «Вест Бромвич Альбион» дебютировал за новый клуб. 28 августа 1999 года отметился дебютным «дублем» в составе «шахтёров». В январе 2002 года на правах аренды перешёл в «Олдем Атлетик». 16 января против «Суиндон Таун» Мэттью дебютировал во Втором дивизионе.   
В 2005 году на правах свободного агента снова перешёл в «Дарлингтон». В составе клуба выступал в Лиги 1 и Лиге 2. Летом 2006 года стал игроком клуба Уитби Таун из Северной Премьер-лиги. В 2008 году завершил игровую карьеру и стал глубоководным ныряльщиком.    